# David Cain
David Cain es un supervillano en el Universo DC Comics. Apareció por primera vez en Batman #567 (julio de 1999) y fue creado por Kelley Puckett y Damion Scott.

## Biografía ficticia

### El asesino
David Cain es uno de los principales asesinos del mundo, cuyas víctimas incluyen a algunas de las personas más famosas y poderosas del planeta. Entrenó al joven Bruce Wayne con algunas de las habilidades que usaría como Batman, aunque Bruce nunca usó algunas de las técnicas más letales que Cain le enseñó y desde entonces ha superado a su maestro en habilidad. Con respecto a su decisión de entrenar con un asesino, Batman explicó: "Saber cómo matar no significa que debas matar".
Cain deseaba un socio perfecto con quien llevar a cabo sus planes de asesinato. Los intentos de entrenar a los niños pequeños fracasaron, por lo que decidió concebir uno él mismo. Encontró a la madre perfecta en una artista marcial llamada Sandra Wu-San. La vio batirse en duelo con su hermana en un torneo y concluyó que era su hermana Carolyn la que estaba impidiendo que Sandra desarrollara todo su potencial. Asesinó a Carolyn y tendió una emboscada a Sandra con la ayuda de Ra's al Ghul y su Liga de Asesinos. A cambio de perdonarle la vida, Sandra accedió a tener un hijo de David y dejarlo a su cuidado para que lo entrenara.
La niña, Cassandra, sería el "Uno que es todo" de Caín, cuya lengua materna era el combate uno contra uno. Esto le dio la capacidad de leer las intenciones de las personas simplemente por su lenguaje corporal. Este último era un regalo especial que solo las hermanas Wu-San y Cassandra conocían. Después de dar a luz a su hijo, Sandra se dispuso a convertirse en Lady Shiva.

### El padre
Cain entrenó a Cassandra en todas las formas imaginables de violencia, desde el combate cuerpo a cuerpo hasta armas y explosivos. Caín nunca le enseñó a leer ni a escribir, e incluso evitó hablar en su presencia; su único lenguaje era su habilidad para leer a la gente y predecir lo que iban a hacer sus oponentes. Sus métodos de entrenamiento eran equivalentes a abuso infantil. Cuando tenía 8 años, Caín la llevó a matar a un hombre de negocios. Después de que lo hizo, ella lo "leyó" mientras moría, vio la muerte como la vio el hombre, comentando: "Terror y luego... nada". Fue esta lectura la que la hizo decidir que el asesinato estaba mal y se escapó de Cain, Cain reflexionando en retrospectiva que simplemente la empujó demasiado demasiado joven.
Cain se introdujo por primera vez en el universo de Batman en el arco del cómic No Man's Land (1999). Dos Caras lo contrata para asesinar a James Gordon. Cassandra lo ve y salva la vida de Gordon. Después de que ella quemó el dinero de Dos Caras para anular el contrato y se niega a volver con él, Cain se va de Gotham, llorando brevemente al escuchar la primera palabra de su hija ("Alto"). En el libro Batgirl de Cassandra, se muestra que Cain está deprimido y es alcohólico, y vuelve a ver constantemente cintas antiguas del entrenamiento de Cassandra. Más tarde transmite un video a la Batcave que revela lo que Cassandra había hecho hace años, pero Batman continúa confiando en ella cuando carga deliberadamente contra un oponente armado para salvar a un hombre inocente, explicando que su razón para hacerlo fue el instinto.

### Enmarcando a Bruce Wayne
Lex Luthor contrató a Cain para incriminar a Bruce Wayne por el asesinato de Vesper Fairchild, sin embargo, Cain tenía un motivo oculto; determinar si Batman era o no lo suficientemente digno de criar a Cassandra. Habiéndose dado cuenta de que Bruce era Batman, Cain no solo incriminó a Bruce Wayne por el asesinato de Vesper, sino que plantó una secuencia compleja de evidencia para sugerir que Wayne la mató porque había deducido la verdadera identidad de Batman, infiltrándose en la Baticueva y manipulando y luego borrando el diario electrónico de Vesper de tal manera que solo la familia Bat podría determinar lo que había hecho. Aunque Batman huye brevemente con la intención de abandonar su vida como Bruce Wayne, una serie de eventos lo obligan a reconocer la importancia de su vida civil, mientras que Cassandra determina que Caín fue el responsable luego de que el examen del cadáver de Vesper revela que primero fue inmovilizada con un golpe de nervios Caín les enseñó a ella y a Bruce. Atrayendo a Cain a una confrontación cerca del final del arco de la historia, Cain concluye que Batman es realmente digno y se entrega para limpiar el nombre de Wayne.
Luthor contrata a Deadshot para matar a Cain mientras está en la cárcel por temor a que implique a Luthor en el asesinato de Fairchild. Cain tiene un deseo de muerte y casi se deja matar antes de recordar a Cassandra. Luego se defiende y dispara a Deadshot repetidamente, dejándolo con vida intencionalmente para demostrar un punto. Cassandra visita a Cain mientras está en la cárcel y lo ataca, amenazándolo con matarlo si alguna vez comete otro asesinato. Cain estaba orgulloso de esto y le dijo a Cassandra la fecha de su cumpleaños y dijo que "Mi pequeña niña... toda adulta". Más tarde, escapó de la prisión sin ser detectado para darle a Cassandra un regalo de cumpleaños antes de regresar.

### Verdad y consecuencias
Cassandra recientemente sintió curiosidad por la identidad de su madre biológica, creyendo que era Lady Shiva. Cuando ella visitó a Caín en prisión, él se negó a decírselo. Cassandra finalmente confirmó sus sospechas cuando conoció a Lady Shiva. Como resultado, Cassandra también dejó de ser la súper heroína Batgirl.

### Un año después
Después del salto de continuidad de Un año después, Robin captura a Cain y lo lleva a la Liga de Asesinos como rescate para salvar a Cassandra, solo para descubrir que Cassandra es su líder. Cassandra explica que eligió unirse a la Liga porque descubrió que Cain había entrenado a otros niños además de ella. Más tarde se explicó que sus acciones fueron el resultado de que Deathstroke le inyectó un suero que altera la mente. Después de su discurso, Cassandra le entregó a Robin un arma para matar a David, ofreciéndole un lugar en su Liga. Cuando él se negó, ella misma le disparó a su padre. Cain le dice a Robin que había otras chicas además de Cassandra y Annalea antes de aparentemente morir. Luego, Robin y Cassandra pelean. La batalla termina cuando una explosión provoca un incendio. Cuando Robin regresa a donde había dejado el cuerpo de Cain, ya no está y los cuellos de los asesinos están rotos.

### Batgirl
En la miniserie Batgirl de 2008, se revela que Deathstroke le había dado a Cassandra el arma que usó para dispararle a Cain, que no fue fatal. Después de que Tim y Cassandra comenzaron a pelear, Deathstroke se levantó y mató a los ninjas. Esperaba abrir una "tienda de asesinatos" con Cassandra como su segunda al mando, usando una droga que convertiría a su ejército en metahumanos. Desaparece cuando Cassandra asesina al empresario que proporcionaba esa droga. Cain luego conspira con Slade para "paralizar a la comunidad de metahéroes". Cassandra, que usó dispositivos de escucha para escuchar, cree que Oracle es el objetivo de este complot y corre hacia Platinum Heights, la base de operaciones de Oracle, para rescatarla. Cassandra localiza a su padre en una azotea y se involucra en un combate uno contra uno. Se desliza sobre un borde y está colgando de una mano. Cassandra contempla si salvarlo o no; cuando él cae, ella intenta agarrarlo. Ella ve que solo cayó unos pocos pies a una repisa debajo, donde Batman lo arresta, quien había seguido a Cassandra hasta allí.

### The New 52
David Cain apareció en The New 52 como un asesino que trabaja para la villana llamada "Madre" en Batman y Robin Eternal. David Cain es uno de los principales asesinos del mundo, pagado para eliminar a algunas de las personas más famosas y poderosas del planeta, sin importar cuán aparentemente imposible sea la tarea. En esta continuidad, David es conocido por el nombre de asesino "Huérfano" y cría a su hija Cassandra de una manera muy similar a la retratada en la continuidad Pre-Flashpoint. Él trae a Cassandra a un ambiente extremadamente aislado. Fue entrenada en todo tipo de combate cuerpo a cuerpo y en la lectura efectiva del lenguaje corporal, lo que la hizo capaz de predecir y anticipar los ataques de su oponente. Al igual que antes de The New 52, se abstuvo de mostrarle amor o afecto como padre, ni siquiera le enseñó a hablar con oraciones completas. Él la crio de esta manera a instancias de la Madre, quien cree que el asesino perfecto solo puede ser moldeado a partir de la exposición a una existencia traumática desde una edad muy temprana. En DC Rebirth, se revela que David engendró al niño con Lady Shiva, una asesina de la Liga de las Sombras.